# 德比 (北美洲及南美洲)
同城德比，或簡稱為德比，在不少國家的意思，是代表兩隊位於同一城市或鄰近地區的球隊（通常指足球隊）所進行的比賽。

## 阿根廷
- 阿韦亚内达德比（Avellaneda Derby）

- 獨立隊（Independiente）對 竞赛会（Racing Club) :阿根廷國內僅次於「超級德比」的德比戰，兩隊聯賽奪冠次數分列第三及第四位。
- 超級德比（Superclásico）

- 小保加 對 河床：阿根廷國內實力最高的兩間球會對戰，被譽為世上其中一場最精彩的德比戰。
- 罗萨里奥德比（Rosario Derby）

- 紐維爾舊生 對 羅薩里奧中央（Rosario Central）
- 科尔多瓦德比（Córdoba derby）

- 貝爾格拉諾（Belgrano）對 塔勒雷斯（Talleres）
- 拉普拉塔德比（La Plata Derby）

- 學生隊（Estudiantes）對 甘拿斯亞（Gimnasia La Plata）
- 马德普拉塔德比（Mar del Plata derby）

- 阿爾瓦拉多（Alvarado） 對 艾度思維（Aldosivi）
- 雷西斯滕西亚德比（Resistencia derby）

- Chaco For Ever（Chaco For Ever） 對 薩米恩托（Sarmiento）
- 圣菲德比（Santa Fe derby）

- 高隆（Colón） 對 聯合聖達菲（Unión）
- 圣米格尔-德土库曼德比（San Miguel de Tucumán derby）

- 聖馬田（San Martín de Tucumán） 對 德土库曼（Tucumán）
- 南部德比（South derby，大布宜諾斯艾利斯南部）

- 拉魯斯（Lanús） 對 （Banfield）
- 西部德比（West derby，布宜諾斯艾利斯西部）

- 費羅西部鐵路（Ferro Carril Oeste） 對 沙士菲（Vélez Sársfield）
- 门多萨德比（Mendoza derby）

- 吉姆納西亞（Club Gimnasia y Esgrima） 對 門多薩獨立（Independiente Rivadavia）
- 圣胡安德比（San Juan derby）

- 聖馬田 (圣胡安)（San Martín de San Juan） 對 德桑帕拉多斯體育（Sportivo Desamparados）
- 萨尔塔德比（Salta derby）

- 安托尼亞那青年（Juventud Antoniana） 對 Central Norte（Central Norte）
- 拉费尔拿德比（Rafaela derby）

- 拉費爾拿（Atlético de Rafaela） 對 賓赫體育（Ben Hur）
- 布兰卡港德比（Bahía Blanca Derby）

- 奧林波（Olimpo） 對 維拉米切（Villa Mitre）

## 巴西
- 法-富（Fla-Flu，Flamengo 對 Fluminense的縮寫）

- 法林明高 對 富明尼斯：里約熱內盧兩支最受歡迎球隊的對戰，比賽在92,000座的馬拉卡納體育場（Maracana Stadium）舉行
- 百萬德比（Clássico dos Milhões）

- 華斯高 對 法林明高：里約熱內盧兩支最多球迷的球隊的對戰
- 富豪德比（Clássico Vovô）

- 保地花高 對 富明尼斯：里約熱內盧同城德比
- 巨人德比（Clássico dos Gigantes）

- 富明尼斯 對 華斯高：里約熱內盧同城德比
- Choque Rei

- 聖保羅 對 帕尔梅拉斯
- 雄偉之戰（O Majestoso）

- 聖保羅 對 哥連泰斯
- 聖保羅德比（O Derby 或 Derby Paulista）

- 帕尔梅拉斯 對 哥連泰斯
- 桑-聖（San-São，Santos 對 São Paulo的縮寫）

- 桑托斯 對 聖保羅
- 甘-際（Gre-Nal，Grêmio 對 Internacional的縮寫）

- 格雷米奧 對 國際體育會：阿雷格里港兩支頂級球隊的對戰

## 加拿大
- 401德比：多倫多足球會對蒙特利爾衝擊
- 905德比[1]：哈密爾頓鍛鋼對約克九鎮
- 艾伯塔經典大戰[2]：卡加利騎兵對FC愛民頓

## 智利

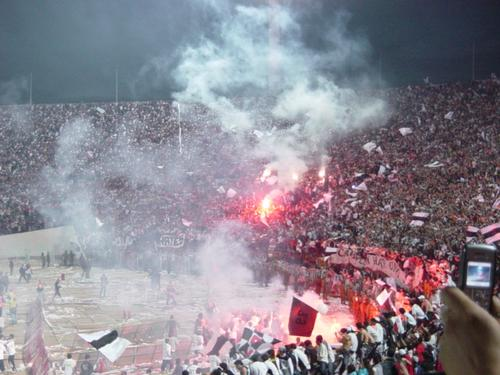
高魯高魯球迷

- 超級德比（Superclásico）

- 科洛科洛 對 智利大学：由於智利獨裁者皮诺切特支持高魯高魯，使兩隊對戰增加政治色彩。
- 大學生德比（Clásico universitario）

- 天主教大学 對 智利大学
- 波坦奴德比（Clásico porteño）

- 圣地亚哥流浪者 對 埃弗顿
- Clásico penqusta

- 康塞普西翁 對 費爾南德斯（Fernández Vial）
- 殖民地德比（Clásico de las colonias）

- 帕莱斯蒂诺、艾斯潘诺拉联合及奥达克斯意大利人之間的對賽

## 墨西哥
- 超級德比（Super Clásico）

- 亞美利加 對 瓜達拉哈拉芝華士：兩隊墨西哥聯賽奪冠次數最多的球隊對決
- 蒙特雷打比（Clásico Regiomontano）

- 蒙特雷 （C.F. Monterrey）對 隄格雷斯 （Tigres UANL）：蒙特雷兩支球隊的對戰
- 老年德比（Clasico Añejo）

- 尼卡沙（Necaxa） 對 亞特蘭特（Atlante）：兩支球隊以前同處墨西哥城，其後拿加沙搬遷到阿瓜斯卡连特斯，而亞特蘭特則移徙到坎昆。
- 瓜達拉哈拉打比 (Clásico Tapatio)

- 瓜達拉哈拉芝華士 對 阿特拿斯（Atlas）
- 青年德比（Clásico Jóven）

- 亞美利加(CF América) 對 藍十字（Cruz Azul）
- 墨西哥城德比（Clásico Capitalino）

- 亞美利加(CF América) 對 美洲獅（UNAM Pumas）
- 巴希奧德比（Clásico del Bajío）

- 雷歐（Club León） 對 伊拉普阿托（Irapuato）

## 巴拉圭
- 亞松森德比（Clásico de Asunción）

- 奥林比亚（Olimpia） 對 波坦奴（Cerro Porteño）

## 祕魯
- 超級德比（Superclásico）

- 利馬聯盟（Alianza Lima）對 大學生隊（Universitario）

## 美國
- 國家打吡

- 華盛頓聯隊 對 洛杉磯銀河
- 紐約打吡

- 紐約紅牛 對 紐約城
- 洛杉磯打吡

- 洛杉磯銀河 對 FC洛杉磯（2018）
- 加州打吡

- 聖荷西地震 對 洛杉磯銀河 對 FC洛杉磯（2018）
- 得克薩斯州打吡

- FC達拉斯 對 

## 烏拉圭
- 超級德比（Superclásico）

-  對 ：被稱為英國以外最古老的德比
- 切洛德比（Clásico del cerro）

- 切洛（C.A Cerro）對 雷姆柏拉青年（Rampla Juniors）
- 普拉多德比（Clásico del prado）

- 蒙特維多漫遊者（Montevideo Wanderers）、FC河床（River Plate）及比拉維斯塔（Bella Vista）之間的對戰
- 賽利托德比（Clásico del cerrito）

- 賽利托（Cerrito） 對 雷提斯塔（Rentistas）

## 委內瑞拉
- 超級德比（Superclásico）

- 卡拉卡斯（Caracas FC） 對 泰茲華（Deportivo Táchira）
- 國家德比（Clásico Nacional）

- 卡拉卡斯（Caracas FC） 對 馬拉開波（UA Maracaibo）
- 安第斯德比（Clásico de Los Andes）

- 美利達（Estudiantes de Mérida） 對 泰茲華（Deportivo Táchira）

## 外部連結
- FootballDerbies.com - a list of football derbies, as well as non-derby rivalries

1. ↑  . CBC.ca. 加拿大廣播公司. 2019-09-08  [2019-12-25]. （原始内容存档于2020-12-07）.
2. ↑  . TotalSoccerProject.com. Total Soccer Project. 2019-03-01  [2019-12-25]. （原始内容存档于2020-11-07）.